# 6620 Peregrina
A 6620 Peregrina (ideiglenes jelöléssel 1973 UC) a Naprendszer kisbolygóövében található aszteroida. Paul Wild fedezte fel 1973. október 25-én.